# VTT
Das Technische Forschungszentrum Finnland VTT ist die größte Organisation für Auftragsforschung in Nordeuropa. VTT ist eine gemeinnützige Organisation und Teil des finnischen Innovationssystems unter Aufsicht des Ministeriums für Handel und Industrie.

## Allgemein
Das VTT ist an hunderten von internationalen und europäischen Verbundprojekten beteiligt. Des Weiteren bestehen zahlreiche Kooperationen zu anderen Forschungseinrichtungen. 2015 wurden 1428 Publikationen veröffentlicht, 296 Erfindungsmeldungen gemacht und 48 neue Patente angemeldet (im ganzen 1200 Patente bis 31. Dezember 2015). 

## Forschungsschwerpunkte
Das VTT ist u. a. in folgenden Forschungsbereichen aktiv:
- Biotechnologie, Pharmazeutische- und Ernährungswissenschaft (Biotechnology, pharmaceutical and food industries)
- Prozessindustrie und Umwelt (Process industry and environment)
- Elektronik (Electronics)
- Energie (Energy)
- Zellstoff & Papier (Pulp & paper)
- Informations- und Kommunikationstechnik (ICT)
- Maschinen und Fahrzeuge (Machines and vehicles)
- Immobilien und Anlagen (Real estate and construction)
- Service und Logistik (Services and logistics)

## Mitarbeiter
Das VTT ist in folgenden Städten vertreten: Espoo, Tampere, Oulu, Jyväskylä, Kuopio und Kajaani.
Der Ausbildungsgrad der Mitarbeiter gliedert sich in
- Universitätsabschluss 81 %
- Doktor oder Lizenziat 28 %

## Kennzahlen
- Gesamtjahresumsatz: 272 Mio. Euro (2015)
- Personal: 2470 (31. Dezember 2015)